# Абіотичне перетворення
Абіотичне перетворення (рос. абиотическое преобразование, англ. abiotic transformation) — процес перетворення хімічних речовин у довкіллі за небіологічними механізмами. Сюди відносять хімічні реакції окиснення, відновлення, гідролізу, розкладу під дією кислот чи основ, а також фізико-хімічні процеси адсорбції, фотохімічні реакції та інш.
- У хімічній екології термін використовується стосовно процесів чи явищ, що характеризуються відсутністю життя або несумісністю з життям.
- У токсикології та екотоксикології термін використовується стосовно фізичних чинників (нагрівання, освітлення) чи хімічних процесів (гідроліз, окиснення), що здатні модифікувати хімічну структуру.